# منوش
منوش (هلندی: Manoush؛ زادهٔ مه ۱۹۷۱) هنرپیشه، ترانه‌سرا، و خواننده اهل هلند است.
از فیلم‌ها یا برنامه‌های تلویزیونی که وی در آن نقش داشته‌است می‌توان به آدم‌خواری اشاره کرد.